# 므스티슬라프 로스트로포비치
므스티슬라프 로스트로포비치(Mstislav Rostropovich, 러시아어: Мстисла́в Ростропо́вич, 1927년 3월 27일 ~ 2007년 4월 27일)는 소련 아제르바이잔 소비에트 사회주의 공화국에서 태어난 러시아인 첼로 연주자이자 지휘자이다. 뛰어난 기교 및 해석능력 뿐만 아니라 다양한 새로운 곡들을 소화하는 면모를 보여, 20세기 가장 뛰어난 첼로 연주자로 손꼽힌다. 특히 안토닌 드보르자크과 요제프 하이든의 첼로 협주곡에 대한 해석이 유명하다. "슬라바"(Slava)라는 애칭으로도 불린다.
소련 아제르바이잔 SSR 바쿠에서 태어나, 제2차 세계 대전 기간 모스크바 동쪽 10시간 거리의 오렌부르크로 옮겨 거주하다가 1943년 모스크바에 정착했다. 이후 1970년대에 정치적 이유로 시베리아에 유배되었다가 1974년 미국으로 망명했고, 1978년 소련 시민권을 박탈당했다. 1987년 영국 명예 KBE훈장(외국인대상 명예훈장)을 받았으며, 1990년 소련 국적을 회복하고 1995년 폴라음악상을 수상하였다.
스비아토슬라프 리히터와의 2중주, 예밀 길렐스와 레오니드 코간의 3중주의 연주가 매우 뛰어나다는 평가를 받는다. 레퍼토리는 매우 넓으며, 많은 작곡가가 그에게 작품을 헌정하였다. 고금의 첼로 명곡의 세부까지 치밀하게 연마된 정력적인 연주로 절찬을 받았다. 피아니스트로서도 준수한 평가를 받았다.

## 생애
아제르바이잔의 수도인 바쿠에서 태어나 4세 때 모스크바로 이주하여 코조르포프를 사사하고, 10세 때부터 파블로 카잘스의 제자로 유명했던 첼리스트인 아버지 레오폴드 비톨도비치 로스트로포비치로부터 연주를 배우다가, 1943년 모스크바로 옮기면서 모스크바 음악원에서 공부했다. 그는 드미트리 쇼스타코비치와 세르게이 프로코피예프로부터 교육을 받기도 했다. 로스트로포비치는 1942년 첫 첼로 협주를 한 이후로 수차례에 걸쳐 프라하와 부다페스트의 각종 대회에서 수상했고 1945년에 모스크바에서 열린 소련 연주대회(Всесоюзного конкурса музыкантов-исполнителей в Москве)에서 우승하면서 첼리스트로 인정을 받기 시작했다. 1948년에 음악원을 졸업하고 난 뒤 1950년에는 스탈린상을 수상하고, 이후 모스크바 음악원과 레닌그라드 음악원에서 강의하다가 1956년에는 모스크바 음악원 첼로 교수가 되었다. 이후 로스트로포비치는 볼쇼이 극장 소속의 소프라노 갈리나 비시넵스카야(Galina Vishnevskaya)와 결혼했다.
1953년 그를 위해 프로코피예프가 작곡한 《첼로 소나타 (Op. 119)》와 작곡가의 죽음으로 미완이 된 소나타를 동요 작곡가 드미트리 카발렙스키와 함께 완성해 성공적으로 초연하기도 했다.
1964년, 로스트로포비치는 당시 서독에서의 첫 연주를 시작으로 작곡가들로부터의 많은 헌정곡을 시연했다. 1968년 8월 21일, 소련 국립 심포니 오케스트라와 런던에서 안토닌 드보르자크의 곡으로 오케스트라 데뷔 공연을 하던 중 그날 밤 소련의 체코슬로바키아 침공 소식에 눈물을 흘렸다는 일화가 있다.
그의 스승인 드미트리 쇼스타코비치는 구 소련의 공산주의 정치를 반대하다가 교수직을 박탈당하며, 로스트로포비치 역시 학교를 중퇴하고 시베리아로 유배를 당했다. 그는 1978년 소련 시민권을 박탈당하여 여러 국가의 제안을 뿌리치고 모나코에서 비자만 발급받은 뒤 무국적자로 미국에서 활동하였다. 1977년부터 1994년까지 내셔널 교향악단의 음악감독 및 지휘자로 취임하였다. 1977년 미국 이주 이후로 소련에서의 연주를 금지당했고 1978년 소련 시민권을 박탈당했으나, 1990년 소련 국적을 회복했고 1993년 러시아 헌법사건에서 서방 세계와 함께 보리스 옐친 대통령 측을 옹호함으로써 러시아와의 관계를 개선했다.
2007년 블라디미르 푸틴 대통령의 초청으로 크렘린 궁에 방문한 후, 건강이 급격히 악화되어 4월 27일에 대장암으로 사망했다. 시신은 처음엔 모스크바 음악원에 안치되었다가 다음날 모스크바 노보데비치 묘지에 묻혔다.